# Tonguo
Il Tonguo (in russo Тонгуо?) è un fiume della Russia siberiana orientale (Sacha-Jakuzia), affluente di destra del Viljuj nel bacino idrografico della Lena.
Ha origine nella parte settentrionale delle alture della Lena; scorre successivamente nel bassopiano della Jacuzia centrale in direzione settentrionale e nord-occidentale. Sfocia nel Viljuj a 463 km dalla foce. I maggiori affluenti sono Loglor (76 km) dalla destra idrografica e Tonguočan (94 km) dalla sinistra.